# DB-Baureihe ET 30
Die Elektrotriebwagen der Baureihe ET 30, ab 1968 Baureihe 430 der Deutschen Bundesbahn (DB), wurden für Nahschnellverkehrszüge (N) im Ruhrgebiet konzipiert. Sie bestanden aus zwei Triebwagen und meist einem kurzgekuppelten Mittelwagen, die durch Wagenübergänge mit Gummiwülsten verbunden waren. Es konnten auch zwei Mittelwagen mitgeführt werden. Der Zug führte die erste und zweite Wagenklasse. Eingestellt wurden die Fahrzeuge unter der Baureihenbezeichnung ET 30 (Triebwagen) bzw. EM 30 (Mittelwagen). Konstruktiv bauten die Triebwagen auf der 1952 entwickelten Baureihe ET 56 (später 456) auf, verfügten aber über wesentlich mehr Antriebsleistung.

## Geschichte

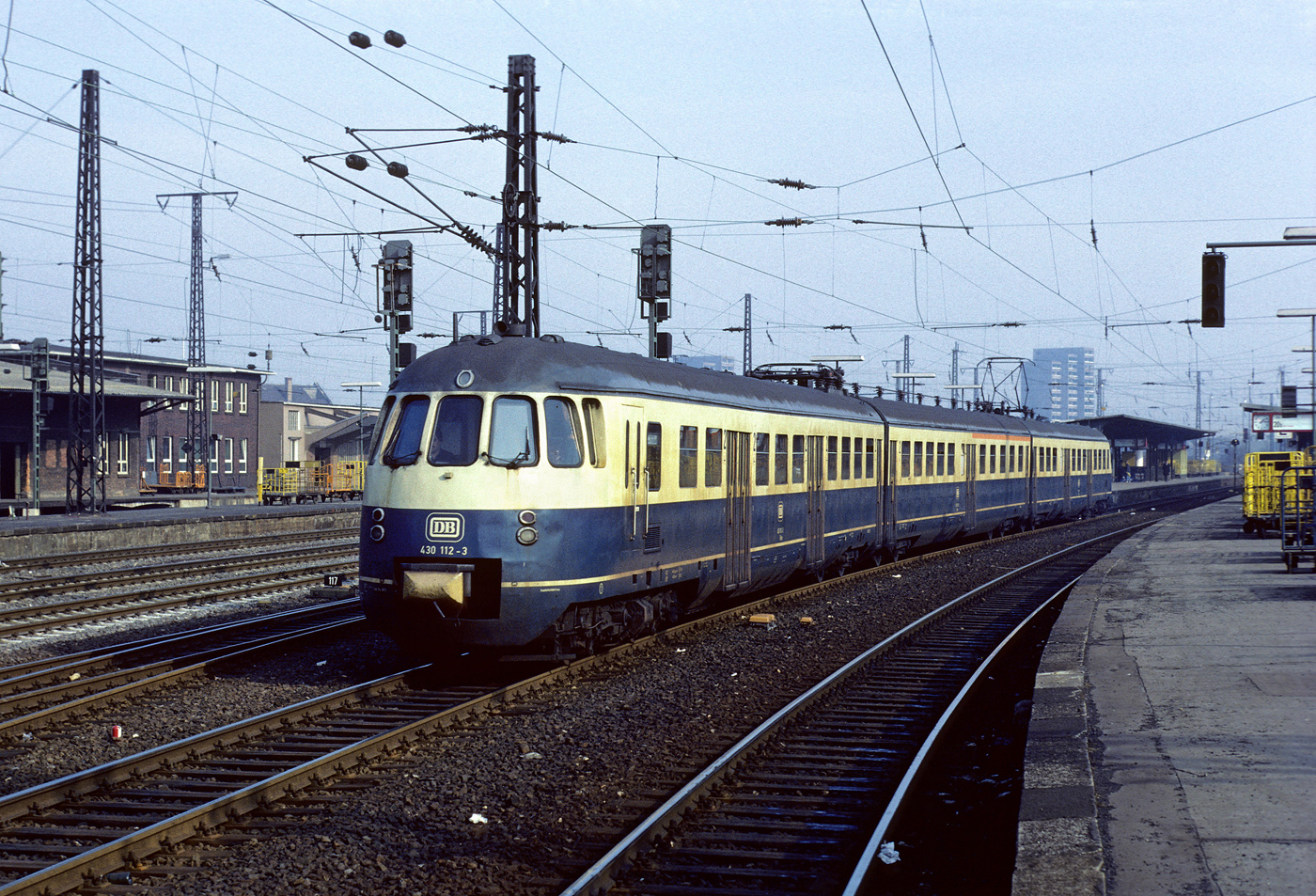
Der 430 112 verlässt am 23. Februar 1984 als N 5146 (Hamm – Mönchengladbach) den Dortmunder Hauptbahnhof

Die ersten Triebwagen wurden Mitte 1956 an die Deutsche Bundesbahn ausgeliefert. Da es im Ruhrgebiet zu diesem Zeitpunkt noch keine elektrifizierten Strecken gab, wurden anfangs 18 Triebzüge im Raum München und sechs im Raum Nürnberg eingesetzt. Drei der Münchener Triebwagen wurden Anfang 1957 zum Bahnbetriebswerk Freilassing umbeheimatet. Mit dem Beginn der Elektrifizierung der Eisenbahnstrecken an Rhein und Ruhr 1957 kamen die Münchner und Freilassinger Triebzüge in ihr vorgesehenes Einsatzgebiet, wo sie ab 2. Juni planmäßig eingesetzt wurden, die Nürnberger folgten erst 1972. Ab 1972 waren alle Triebwagen beim Bahnbetriebswerk Hamm stationiert. 
Die wegen ihrer markanten Kopfform auch „Eierköpfe“ genannten Triebzüge waren jahrzehntelang das Kennzeichen eines schnellen Personennahverkehrs im Ruhrgebiet. Sie konnten mit 0,7 m/s² beschleunigen und dadurch bei einem mittleren Stationsabstand von 2½ Kilometern und 30 Sekunden Fahrgastwechselzeit eine Reisegeschwindigkeit von 60 km/h erreichen. Da die Triebwagen keine elektrische Bremse hatten, war der Bremsklotzverschleiß sehr hoch.
Beide Wagenklassen waren als Großraumwagen ausgeführt. Der Sitzteiler war 2+1 in der 1. und 2+2 in der 2. Wagenklasse.
Mit der Fertigstellung der Inselelektrifizierung der wichtigen Achse Köln – Düsseldorf – Duisburg – Essen – Dortmund 1957 übernahmen die Triebzüge hier alle Personenzug- und einige Eilzug-Leistungen. In den 1970er Jahren wurde auch der Schnellzug des Intercity-Ergänzungssystems (DC) Westfalenland von Bielefeld nach Frankfurt am Main mit dieser Baureihe gefahren.

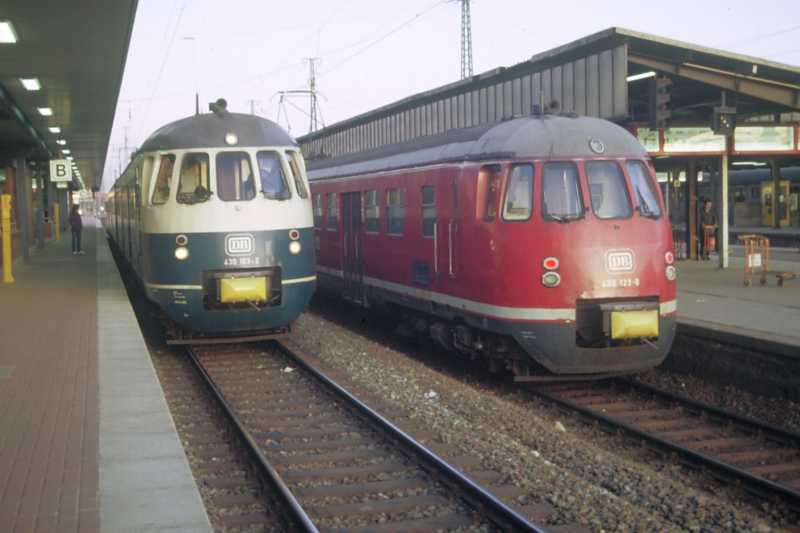
Zwei 430er nebeneinander in Dortmund Hbf, 1982

1968 wurden die Nummern der Trieb- und Beiwagen auf die neue UIC-Baureihenbezeichnung 430 (bzw. 830 für die antriebslosen Mittelwagen) umgestellt. Das in den späten 1970er Jahren übliche ozeanblau/beige Farbschema erhielten die ersten Einheiten ab 1980, insgesamt wurden 13 Triebzüge so lackiert. Im selben Jahr begann die Deutsche Bundesbahn, die ersten stark korrodierten Triebzüge auszumustern. Der letzte 430 wurde 1985 ausgemustert.

## Konstruktive Merkmale
Wie die ET 56 waren die Wagenkästen als selbsttragendes Stahlröhrengerippe konstruiert, die Wagen verfügten zur Verringerung des Luftwiderstandes über Schürzen und eine geschlossene Bodenwanne. Auffällig waren die breiten, achtteiligen Falttüren, die pneumatisch geschlossen wurden. Gedämmt waren die Wagen mit Glasfasermatten. Neu entwickelt war gegenüber dem ET 56 die elektrische Ausrüstung, so dass der ET 30 wesentlich leistungsfähiger war. Dazu bekam er auch neue Drehgestelle. Die Triebdrehgestelle waren Bauart Fuchs. Die Laufdrehgestelle waren Bauart München -Kassel. Jeweils ein Dachstromabnehmer saß am Ende des Triebwagens zum Mittelwagen. Die Triebzüge wurden untereinander über Scharfenbergkupplungen gekuppelt. Außer als dreiteilige Einheit konnte der Triebzug auch zwei- oder vierteilig gebildet werden. Triebköpfe und Mittelwagen waren mit Schraubenkurzkupplungen miteinander verbunden, an den Stirnenden befand sich eine Scharfenbergkupplung. Die ET 30 waren, wie alle „Eierköpfe“, rot lackiert, die Dächer waren grau und die Schürzen anthrazitfarben lackiert. Wagenkasten und Schürze trennte ein breiter beiger Zierstreifen. Die Stirnfenster waren zunächst schwarz umrandet, später entfiel das. Unterhalb der Stirnfenster befand sich das DB-Logo.
Den Antrieb übernahmen vier zehnpolige Wechselstromreihenschlussmotoren vom Typ ABEM 665 als Tatzlagermotoren in den beiden Enddrehgestellen. Es konnten bis zu drei Triebzüge im Verbund fahren.
Am Triebzug ET 35 011/EM 35 011 wurden verschiedene Komponenten ausprobiert: Er hatte einen BBC-Federantrieb in dem einen Triebgestell, einen SSW-Kardanhohlwellenantrieb im anderen. Außerdem hatte er Scheibenbremsen.

## Verbleib

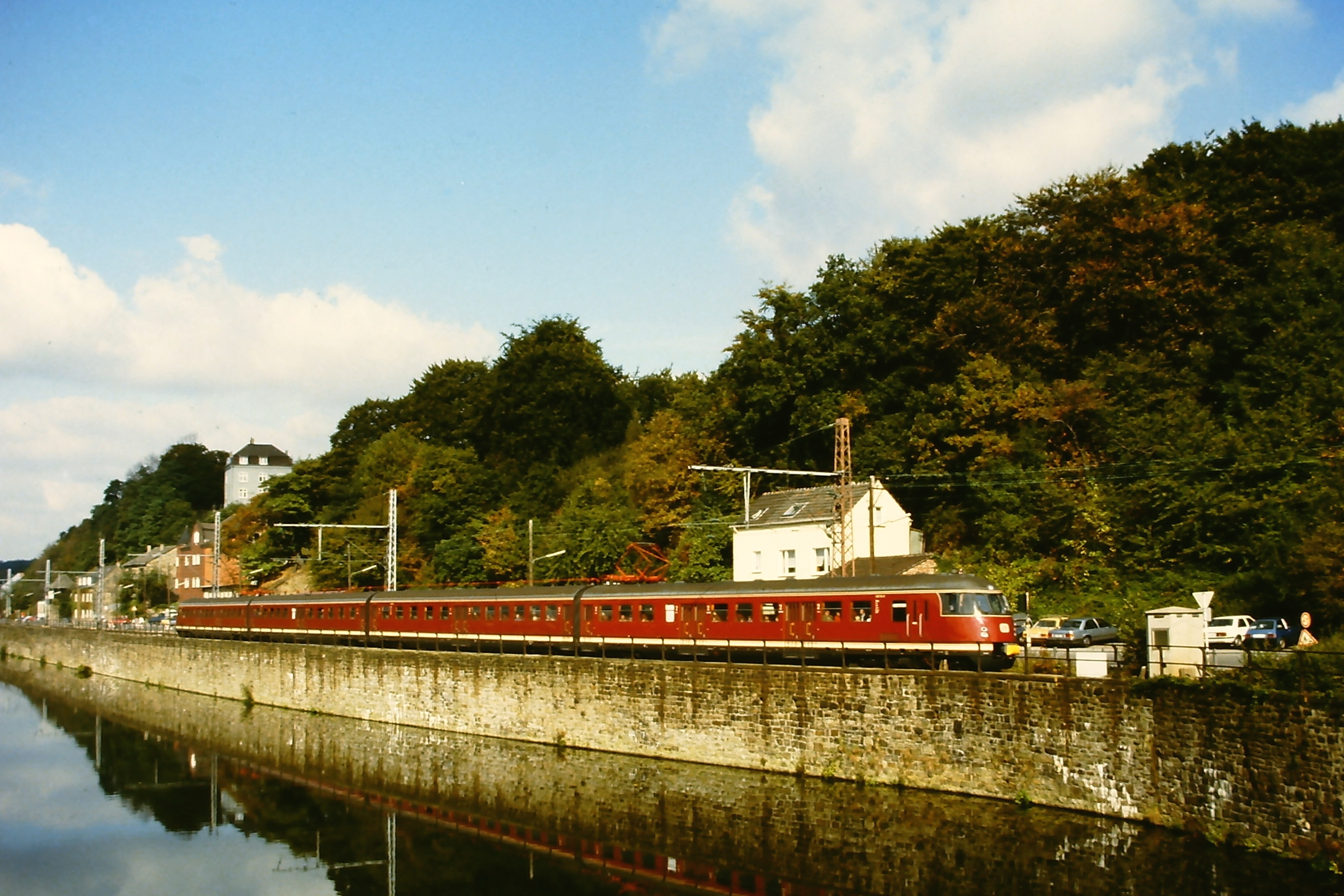
ET 30 014 mit zusätzlichem Mittelwagen bei Pendelfahrten anlässlich der Fahrzeugschau „150 Jahre deutsche Eisenbahnen“ in Bochum-Dahlhausen

Erhalten geblieben war eine vierteilige Garnitur (ET 30 014) mit Sonder-Barwagen, die zehn Jahre lang als Exponat des DB Museums Außenstelle Koblenz in Koblenz hinterstellt war. Da aber schon zu Ablauf der Frist Ende 1996 die Substanz der Einheit so schlecht war, wurden nun ein Triebkopf sowie die zwei Mittelwagen zerlegt. Erhalten ist nur der Triebkopf 430 414. Er befindet sich beim Verein Freunde zur Erhaltung historischer Schienenfahrzeuge e.V. (FzS) in Stuttgart bei der Schienenverkehrsgesellschaft (SVG). Seit 2011 steht er in der Eisenbahnerlebniswelt Horb. Zudem befindet sich ein Triebdrehgestell auf dem Gelände des Fachbereichs EIT der TU Kaiserslautern (zwischen den Gebäuden 11 und 12).